# ۶۰۰ (پیش از میلاد)
۶۰۰ (پیش از میلاد) ششصدمین سال قبل از تقویم میلادی است.